# Birgit Peter
Pour les articles homonymes, voir Peter.
Birgit Peter, née le 27 janvier 1967 à Potsdam, est une rameuse d'aviron allemande.

## Carrière
Sous les couleurs de l'Allemagne de l'Est, Birgit Peter remporte la finale olympique de deux de couple en 1988 à Séoul avec Martina Schröter.  Elle est sacrée championne olympique en quatre de couple pour l'Allemagne réunifiée en 1992 à Barcelone.
Aux Championnats du monde d'aviron, elle remporte quatre médailles d'or (quatre de couple en 1985, 1986 et 1987 et skiff en 1990) et une médaille d'argent en skiff en 1989.

## Vie privée
Elle est la femme du rameur Christian Händle et la belle-sœur du rameur Roland Händle.